# The Best of Joss Stone 2003-2009
The Best of Joss Stone 2003-2009 è la prima raccolta di successi della cantautrice britannica Joss Stone. L'album contiene singoli degli album The Soul Sessions, Mind, Body & Soul, Introducing Joss Stone e Colour Me Free!. Il disco è stato pubblicato dopo la causa legale fra la Stone e la Virgin, la quale aveva distribuito la raccolta senza il consenso della cantante che, già l’anno prima, aveva intrapreso la carriera come indipendente fondando la Stone’d Records.

## Tracce
1. Fell in Love with a Boy – 3:38 (Jack White)
2. Super Duper Love – 4:20 (Willie Garner)
3. You Had Me – 3:59 (Joss Stone, Francis White, Wendy Stroker, Betty Wright)
4. Right to Be Wrong – 4:40 (Joss Stone, Desmond Child, Betty Wright)
5. Don't Cha Wanna Ride – 3:31 (Joss Stone, Desmond Child, Betty Wright, Greenberg, Mangini, Eugene Record, William Sanders)
6. Spoiled – 4:03 (Joss Stone, Lamont Dozier, Beau Dozier)
7. Tell Me 'Bout It – 2:48 (Joss Stone, Raphael Saadiq, Robert Ozuna)
8. Baby Baby Baby – 4:34 (Joss Stone, Danny P, Jonathan Shorten)
9. Tell Me What We're Gonna Do Now (feat. Common) – 4:22 (Joss Stone, Alonzo Stevenson, Tony Reyes, Lonnie Lynn)
10. Bruised But Not Broken – 4:15 (Diane Warren)
11. L-O-V-E – 2:48 (Bert Kaempfert, Milt Gabler)
12. Free Me – 3:53 (Joss Stone, Jonathan Shorten, Conner Reeves, Kenya Baker)
13. Stalemate (feat. Ben's Brother) – 4:18 (Jamie Hartman, Camilla Boler, Joss Stone)

## Classifiche
| Classifica | Posizione massima |
| ---------- | ----------------- |
| Austria    | 58                |
| Svizzera   | 57                |